# ديفيد هيكس
ديفيد هيكس (1 أغسطس 1988 في الولايات المتحدة - ) (بالإنجليزية: David Hicks)‏ هو لاعب كرة سلة أمريكي في مركز هجوم خلفي. لعب مع Science City Jena ‏.

## وصلات خارجية
- ديفيد هيكس على موقع كرة السلة الأوروبية.كوم (الإنجليزية)
- ديفيد هيكس على موقع كلية كرة السلة في سبورتس رفرنس.كوم (الإنجليزية)
- ديفيد هيكس على موقع ريلجم (الإنجليزية)
- ديفيد هيكس على موقع بروبوليرز (الإنجليزية)